# Alessandro Bonci
Pour les articles homonymes, voir Bonci.
Alessandro Bonci (né le 10 février 1870 à Cesena et mort le 8 août 1940  à Viserba di Rimini) est un ténor italien.

## Biographie

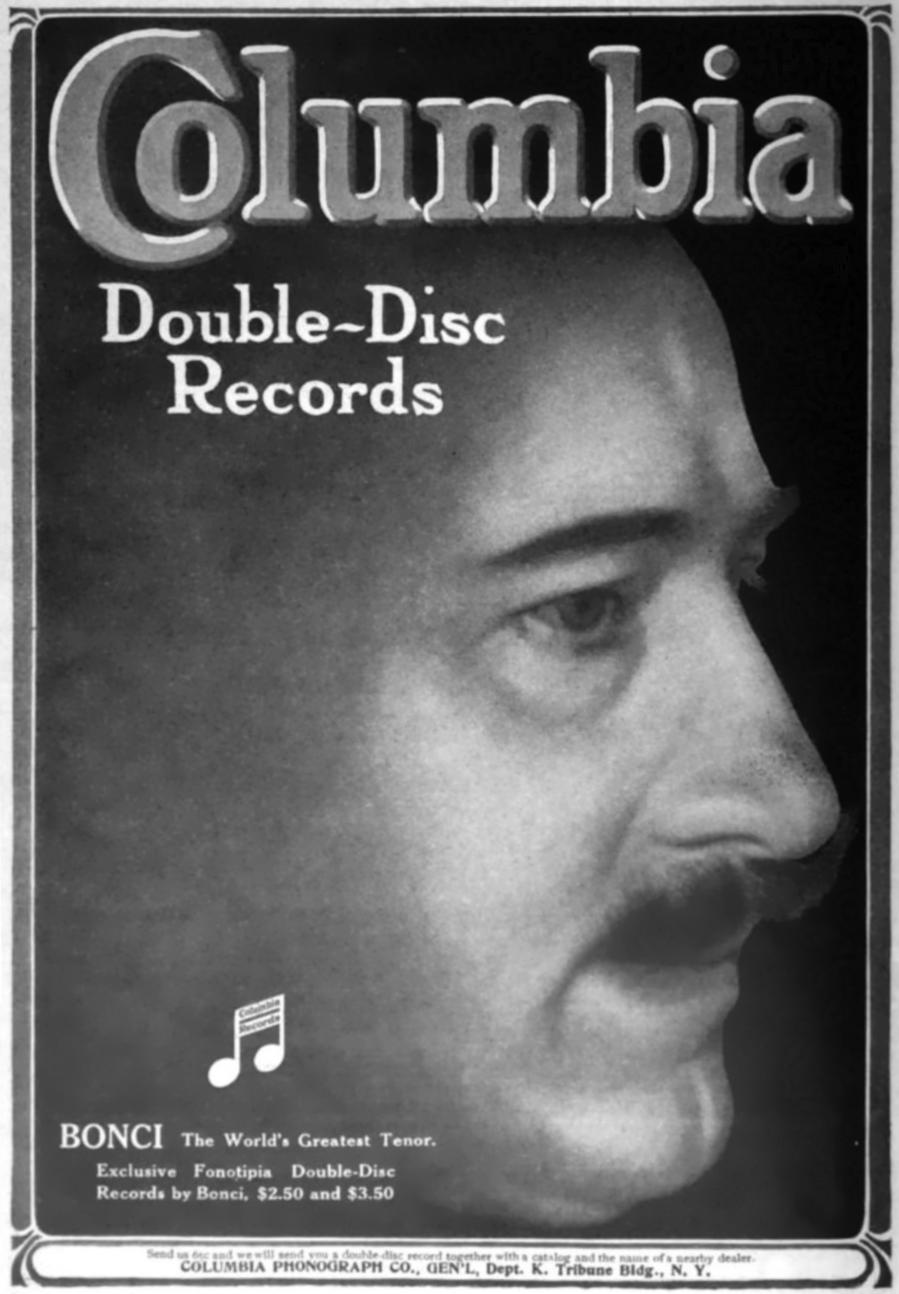
Bonci en vedette dans une publicité de 1910 des disques Columbia.

Fils d'un fabricant de peigne, il se forme au Conservatoire « Gioachino Rossini » de Pesaro, où il a travaille avec Carlo Pedrotti et Felice Coen pendant 5 ans. Il poursuit sa formation au Conservatoire de Paris avec Enrico delle Sedie. Il sort de cette période avec une technique très sûre.
Il fait ses débuts au Teatro Regio de Parme en 1896, en Fenton, dans Falstaff de Giuseppe Verdi. Son succès est tel qu’avant la fin de la saison, il est embauché par la célèbre Scala de Milan, où il joue I puritani de Vincenzo Bellini. S’ensuivent des apparitions dans toute l'Europe avec, en 1900, des débuts à Covent Garden.
Le 3 décembre 1906, il est sur la scène de la Manhattan Opera Company, d'Oscar Hammerstein I, toujours avec I puritani. Il reste deux saisons dans cette célèbre compagnie, devenant ainsi pour le public une sorte de concurrent d’Enrico Caruso, qui était alors la principale attraction du rival Metropolitan Opera, par qui cependant, il est engagé en 1908. Les deux ténors alternent dans Rodolfo (La Bohème). La popularité de Bonci égale celle de Caruso. Bonci exigeait d'être payé en pièces d'or versées dans une banque florentine.
Après son passage à New York, il commence un long tour de chant intercontinental qui dure plus d’un an, entre 1910 et 1911 et par la suite, en 1914, il est sous contrat avec la Chicago Grand Opera Company durant la saison 1913-1914.
Lors de la Première Guerre mondiale, il est appelé et sert jusqu'à la fin du conflit. Immédiatement après, il retourne aux États-Unis pour une tournée de trois saisons, qui l’amène sur les scènes du Metropolitan et de Chicago. Entre 1922 et 1923, il est le premier ténor du Teatro dell'Opera di Roma. Après 1925, il commence à espacer ses engagements et à se concentrer sur son travail en tant que professeur à Milan.
Le théâtre lyrique communal (it) de Cesena porte son nom.
L'oubli dans lequel Bonci est tombé s'explique peut-être par la qualité moyenne des enregistrements qu'il a laissés, en particulier à cause d'un vibratino qui fait penser à la tradition du chant italien de la première moitié du XIXe siècle.

## Discographie
- Airs d'opéra variés, Lebendige Vergangenheit, 2006
- Airs d'opéra variés, Everest Scala, 1965

## Sources
- (it) Cet article est partiellement ou en totalité issu de l’article de Wikipédia en italien intitulé « Alessandro Bonci » (voir la liste des auteurs).